# Doctor Who (6.ª temporada)
A sexta temporada do programa de televisão britânico de ficção científica Doctor Who foi divida em duas partes. Os sete primeiros episódios foram transmitidos de abril a junho de 2011 e os seis últimos episódios de agosto a outubro. Matt Smith, Karen Gillan e Arthur Darvill continuam interpretando O Doutor, Amy Pond e Rory Williams, respectivamente. As histórias iniciadas na 5.ª temporada continuam a se desenvolver rumo a reta final.

## Elenco
- Matt Smith como O Doutor (14 episódios)
- Karen Gillan como Amy Pond (14 episódios)
- Arthur Darvill como Rory Williams (14 episódios)
- Alex Kingston como River Song (6 episódios)
- Michael Gambon como Kazran / Elliot Sardick (1 episódio)
- Katherine Jenkins como Abigail (1 episódio)
- Frances Barber como Madame Kovarian (6 episódios)
- Neve Mcintosh como Madame Vastra (1 episódio)
- Catrin Steward como Jenny Flint (1 episódio)
- Mark Sheppard como Canton Delaware III (1 episódio)
- Dan Starkey como Strax (1 episódio)
- Simon Fisher-Becker como Dorium Maldovar (1 episódio)
- James Corden como Craig Owens (1 episódio)

## Episódios
| Especial |    |                                                            |                |                  |                        |      |       |    |
| 213 | —  | "A Christmas Carol" "Um Conto de Natal"                    | Toby Haynes    | Steven Moffat    | 25 de dezembro de 2010 | 2.X  | 12,11 | 83 |
| Amy e Rory estão presos em uma nave espacial que para de funcionar, e a única maneira do Doutor conseguir resgatá-los é salvando a alma de um velho avarento e solitário. |    |                                                            |                |                  |                        |      |       |    |
| Parte 1 |    |                                                            |                |                  |                        |      |       |    |
| 214a | 1  | "The Impossible Astronaut" "O Astronauta Impossível"       | Toby Haynes    | Steven Moffat    | 23 de abril de 2011    | 2.1  | 8,86  | 88 |
| Quatro envelopes, numerados 2, 3 e 4, cada um contendo uma data, uma hora e um mapa, sem assinatura e azul-cor-de-TARDIS. Quem os enviou? E quem recebeu o de número 1? Esse estranho encontro reúne o Doutor, Amy, Rory e River Song no meio do deserto de Utah e revela um segredo terrível, que os amigos do Doutor nunca devem contar a ele. Colocando sua vida em suas mãos, o Doutor concorda em procurar o destinatário do quarto envelope – mas quem é Canton Everett Delaware III? E qual é a importância da única outra pista: Espaço 1969? Sua missão os leva – literalmente – ao Salão Oval, onde são recrutados pelo próprio Presidente Nixon a ajudar Canton, o enigmático ex- agente do FBI a salvar uma garotinha de um misterioso astronauta. |    |                                                            |                |                  |                        |      |       |    |
| 214b | 2  | "Day of the Moon" "O Dia da Lua"                           | Toby Haynes    | Steven Moffat    | 30 de abril de 2011    | 2.2  | 7,30  | 87 |
| O Doutor está trancafiado na prisão perfeita. Amy, Rory e River Song então sendo caçados através dos EUA pelo FBI. Com a ajuda do novo amigo infiltrado no FBI, Canton Everett Delaware III, nossos heróis se reúnem novamente para compartilhar suas descobertas e memórias: o mundo foi ocupado por uma potência alienígena que controla a humanidade através de sugestões hipnóticas. Não se pode confiar em ninguém. Com a ajuda do Presidente Nixon e de Neil Armstrong, o Doutor precisa montar uma revolução para enxotar o inimigo e salvar a garotinha desaparecida. Ninguém sabe por que ela foi levada. Ou por que Amy Pond foi sequestrada... |    |                                                            |                |                  |                        |      |       |    |
| 215 | 3  | "The Curse of the Black Spot" "A Maldição da Mancha Negra" | Jeremy Webb    | Stephen Thompson | 7 de maio de 2011      | 2.9  | 7,85  | 86 |
| A TARDIS encalha a bordo de um navio pirata do século XVII, cuja tripulação está sendo atacada por uma bela e misteriosa criatura do mar. Sem poder sair do lugar e sofrendo as consequências do isolamento, os piratas começam a dar várias explicações supersticiosas para o aparecimento da Sereia. O Doutor tem outras ideias, mas suas teorias vão sendo derrubadas uma a uma e todos seus planos de fuga estão falhando. Agora, ele precisa ganhar a confiança do durão Capitão Avery e desvendar a razão do medo do sobrenatural dos piratas, porque alguns de seus amigos já caíram no canto da Sereia... |    |                                                            |                |                  |                        |      |       |    |
| 216 | 4  | "The Doctor's Wife" "A Esposa do Doutor"                   | Richard Clark  | Neil Gaiman      | 14 de maio de 2011     | 2.3  | 7,97  | 87 |
| O Doutor recebe um SOS de um velho amigo. Poderia existir outro Senhor do Tempo pelo universo? Cheio de esperança, ele segue o sinal até um ferro-velho planetário em um asteróide em outro universo, populado por uma família um tanto quanto estranha. O Doutor, Amy e Rory são muito bem recepcionados por Tia, Tio e Sobrinho. Mas a bela e maluca Idris os recebe de uma forma diferente – o que ela está tentando dizer para o Doutor? E enquanto o Doutor investiga a situação, sem querer coloca seus amigos em grande perigo. |    |                                                            |                |                  |                        |      |       |    |
| 217a | 5  | "The Rebel Flesh" "A Carne Rebelde"                        | Julian Simpson | Matthew Graham   | 21 de maio de 2011     | 2.5  | 7,35  | 85 |
| Um tsunami solar faz a TARDIS voar sem controle rumo a uma fábrica futurística na Terra, onde cópias de seres humanos são usadas para mineirar um perigoso ácido. Uma segunda onda solar atinge a fábrica e as cópias se separam. Eles se lembram de cada momento da vida de suas “matrizes” e sentem emoções que nunca haviam sentido. Mas seriam essas memórias roubadas ou cópias autênticas? Seriam as cópias apenas máquinas defeituosas que têm de ser desligadas ou seriam elas seres humanos de verdade? Será que o Doutor poderá convencer os humanos originais a aceitar essas “quase-pessoas” e evitar uma guerra civil antes que a fábrica exploda?                                                                                                |    |                                                            |                |                  |                        |      |       |    |
| 217b | 6  | "The Almost People" "As Quase Pessoas"                     | Julian Simpson | Matthew Graham   | 28 de maio de 2011     | 2.6  | 6,72  | 86 |
| Enquanto a tempestade solar continua intenso, Jennifer, uma cópia fora de si por causa das memórias de ser “dispensada”, procura vingança. Ela se lembra de cada segundo de cada execução, e está determinada a fazer os humanos pagarem por seu sofrimento. E ela não pensa em guerra, mas em revolução. A fábrica se enche de toxinas e vazamentos de ácido tóxico, enquanto os humanos esperam desesperados pelo resgate. Mas Jennifer tem outras ideias em mente. Conseguirá o Doutor convencer humanos e cópias a aceitarem sua humanidade e trabalharem juntos para impedir um monstro criado por eles mesmos? |    |                                                            |                |                  |                        |      |       |    |
| 218 | 7  | "A Good Man Goes to War" "Um Homem Bom vai à Guerra"       | Peter Hoar     | Steven Moffat    | 4 de junho de 2011     | 2.7  | 7,51  | 88 |
| Amy Pond foi sequestrada e o Doutor está recrutando um exército para resgatá-la. Mas enquanto ele e Rory vão de galáxia em galáxia cobrando dívidas e promessas, seus inimigos preparam uma cuidadosa armadilha. Em sua cela em Stormcage, River Song reconhece que o momento finalmente chegou. Hoje, acontecerá a Batalha de Demons Run, a hora mais negra do Doutor. Os dois lados farão sacrifícios e River Song finalmente revelará seu segredo mais profundo ao Doutor. |    |                                                            |                |                  |                        |      |       |    |
| Parte 2 |    |                                                            |                |                  |                        |      |       |    |
| 219 | 8  | "Let's Kill Hitler" "Vamos Matar Hitler"                   | Richard Senior | Steven Moffat    | 27 de agosto de 2011   | 2.8  | 8,10  | 85 |
| Na busca desesperada por Melody Pond, a TARDIS vai parar na Berlin dos anos trinta e o Doutor fica cara a cara com o maior criminoso de guerra do universo. E Hitler. Velhas amizades são levadas ao limite enquanto o Doutor sofre a maior traição de sua vida e aprende uma lição dura na guerra mais cruel de todas. Enquanto tempo precioso se esvai, o Doutor tem que ensinar seus adversários que viajar no tempo têm suas responsabilidades. E ele deve triunfar antes que o preço pago seja caro demais. |    |                                                            |                |                  |                        |      |       |    |
| 220 | 9  | "Night Terrors" "Terrores Noturnos"                        | Richard Clark  | Mark Gatiss      | 3 de setembro de 2011  | 2.4  | 7,07  | 86 |
| Um menino vivendo em um conjunto habitacional envia sem saber um chamado psíquico para o Doutor. Quando ele e seus amigos finalmente encontram o apartamento do menino, são mandados para uma casa de bonecas onde são aterrorizados por bonecas de tamanho real – e correm o risco de também virarem brinquedos. |    |                                                            |                |                  |                        |      |       |    |
| 221 | 10 | "The Girl Who Waited" "A Garota que Esperou"               | Nick Hurran    | Tom MacRae       | 10 de setembro de 2011 | 2.10 | 7,60  | 85 |
| Amy está presa em um hospital de quarentena para vítimas de uma praga alienígena que pode matar o Doutor em minutos se ele for infectado. Rory é o único que pode entrar no hospital para salvá-la, mas ele vai alcançar Amy antes que ela seja morta pela bondade? |    |                                                            |                |                  |                        |      |       |    |
| 222 | 11 | "The God Complex" "O Complexo de Deus"                     | Nick Hurran    | Toby Whithouse   | 17 de setembro de 2011 | 2.11 | 6,77  | 86 |
| O Doutor, Amy e Rory ficam presos em um hotel de horror, sem conseguir sair e sem conseguir encontrar a TARDIS. O Doutor tem que salvar o máximo de pessoas possível, mesmo se deparando com seus maiores medos. |    |                                                            |                |                  |                        |      |       |    |
| 223 | 12 | "Closing Time" "Época de Encerramento"                     | Steve Hughes   | Gareth Roberts   | 24 de setembro de 2011 | 2.12 | 6,93  | 86 |
| Depois de viajar durante 200 anos e deixar mensagens no tempo e no espaço para Amy Pond, o Doutor se dá conta que seu tempo está acabando. É hora de sossegar e aceitar seu futuro no Lago Silêncio. Mas não antes de um último adeus. O Doutor viaja até a Inglaterra e visita Craig e Sophie, agora casados e com filhos. Mas nem tudo está bem e o Doutor se vê trabalhando em uma loja e batalhando contra os Cybermen. |    |                                                            |                |                  |                        |      |       |    |
| 224 | 13 | "The Wedding of River Song" "O Casamento de River Song"    | Jeremy Webb    | Steven Moffat    | 1 de outubro de 2011   | 2.13 | 7,67  | 86 |
| O Doutor faz sua viagem final para as margens do Lago Silêncio em Utah sabendo que só uma coisa pode manter o universo a salvo: sua morte. Mas ele esqueceu do amor de uma mulher? |    |                                                            |                |                  |                        |      |       |    |

## Episódios suplementares
| Título | Dirigido por                     | Escrito por                                | Exibição original                      |
| --- | -------------------------------- | ------------------------------------------ | -------------------------------------- |
| "Space/Time" | Richard Senior                   | Steven Moffat                              | 18 de março de 2011                    |
| Os episódios formam uma história em duas partes, inteiramente dentro da TARDIS, estrelado por Matt Smith como o Décimo primeiro Doutor, Karen Gillan como Amy Pond e Arthur Darvill como Rory Williams, e foram escritos pelo escritor principal do programa, Steven Moffat. Eles foram assistidos por 10,26 milhões de telespectadores. |                                  |                                            |                                        |
| "Death Is the Only Answer" | Jeremy Webb                      | Alunos da Children of Oakley Junior School | 1 de outubro de 2011                   |
| Roteiro vencedor da competição "Script to Screen", escrito pelos alunos da Oakley CE Junior School. |                                  |                                            |                                        |
| Night and the Doctor | Richard Senior (episódios 1 - 4) | Steven Moffat                              | 21 de novembro de 2011 (DVD e Blu-ray) |
| Uma série de cinco mini-episódios produzidos para o box de DVDs da 6ª temporada. |                                  |                                            |                                        |